# Aiguefonde
Aiguefonde är en kommun i departementet Tarn i regionen Occitanien i södra Frankrike. Kommunen ligger i kantonen Mazamet-Sud-Ouest som tillhör arrondissementet Castres. År 2022 hade Aiguefonde 2 507 invånare.

## Befolkningsutveckling
Antalet invånare i kommunen Aiguefonde
| Referens: INSEE |